# Onthophagus niokolokoba
Onthophagus niokolokoba là một loài bọ cánh cứng trong họ Bọ hung (Scarabaeidae).